# Junco do Seridó
Junco do Seridó är en kommun i Brasilien.   Den ligger i delstaten Paraíba, i den östra delen av landet, 1 600 km nordost om huvudstaden Brasília. Antalet invånare är 6 643.
Omgivningarna runt Junco do Seridó är huvudsakligen savann. Runt Junco do Seridó är det ganska glesbefolkat, med 31 invånare per kvadratkilometer.